# S/2014 (130) 1
S/2014 (130) 1 ist der mittlere und auch hinsichtlich der Größe mittlere der drei Monde des Hauptgürtel-Asteroiden (130) Elektra. Sein mittlerer Durchmesser beträgt 5,2 Kilometer.

## Entdeckung und Benennung
S/2014 (130) 1 wurde am 6. Dezember 2014 von Bin Yang, Z. Wahhaj, M. Marsset, J. Milli, Christophe Dumas und Franck Marchis unter Verwendung Adaptiver Optik mit dem 8,2-m-„Melipal“-VLT-Teleskop auf dem Cerro Paranal in Chile entdeckt. Die Entdeckung wurde am 16. Dezember 2014 durch die IAU bekanntgegeben; der Mond erhielt irrtümlich zunächst die vorläufige Bezeichnung S/2014 (130) 2, was umgehend auf S/2014 (130) 1 korrigiert wurde.
Bereits 2001 entdeckte man mit dem 10-m-Keck-Teleskop II einen ersten Begleiter von Elektra, wodurch das System zum sechsten bekannten Asteroiden-Mehrfachsystem im Hauptgürtel und zum zehnten insgesamt wurde. Im November 2021 wurde die Entdeckung eines dritten Begleiters angekündigt, wodurch das System zum ersten Vierfachsystem im Hauptgürtel anwuchs.

## Bahneigenschaften
S/2014 (130) 1 umkreist Elektra auf einer fast kreisförmigen Umlaufbahn in einem mittleren Abstand von 501 Kilometern zu deren Zentrum (etwa 5,5 Elektra-Radien). Die Bahnexzentrizität beträgt 0,03, die Bahn ist 156° gegenüber dem Äquator respektive 66° gegenüber dem Pol bzw. der Rotationsachse von Elektra geneigt. Die Umlaufbahn des inneren Mondes S/2014 (130) 2 ist im Mittel 157 km, die des äußeren Mondes S/2003 (130) 1 etwa 797 km vom Orbit von S/2014 (130) 1 entfernt.
S/2014 (130) 1 ist etwa 2½ mal näher und etwa 4 mal schneller als der äußere Nachbar S/2003 (130) 1. Vorläufige Simulationen des Elektra-Systems ergaben, dass die Große Bahnhalbachse von S/2014 (130) 1 weniger als 100 m innerhalb von 20 Jahren oszilliert.
S/2014 (130) 1 umrundet Elektra in 1 Tag 4 Stunden und 36,5 Minuten, was etwa 1693 Umläufen in einem Elektra-Jahr (rund 5,5 Erdjahre) entspricht. Vom Orbit von S/2016 (107) 1 wird angenommen, dass er stabil ist, denn er liegt weit innerhalb von Elektras Hill-Radius von 38.000 km, jedoch auch weit außerhalb des synchronen Orbits.

## Physikalische Eigenschaften
Basierend auf dem von Elektra um 10 mag abweichenden Helligkeitsfaktor im Nahen Infraroten und einem Elektra entsprechenden angenommenen gleichen Rückstrahlvermögen von 8,6 % resultiert ein mittlerer Durchmesser von ungefähr 2 km (etwa 1/90 des Zentralkörpers). Ausgehend von diesem Durchmesser ergibt sich eine Oberfläche von etwa 12,6 km2.
Die Beobachtungen im Nahen Infraroten (Dezember 2014) am VLT zeigten, dass S/2014 (130) 1 wie auch S/2003 (130) 1 ein ähnliches Spektrum wie Elektra aufweisen; die Oberfläche ist damit ausgesprochen dunkel. Dies stützt die Hypothese, dass zumindest diese beiden Monde Fragmente einer vorangegangenen Kollision sind.
| Jahr | Abmessungen km | Quelle        |
| ---- | -------------- | ------------- |
| 2015 | 5,2 ± 1,2      | Johnston      |
| 2016 | 2,0 ± 1,5      | Yang et al.   |
| 2022 | 2,0 ± 0,4      | Berdeu et al. |

Die präziseste Bestimmung ist fett markiert.

### Innerer Aufbau
Da S/2014 (130) 1 eine ähnliche Farbe wie der Mutterkörper aufweist, geht man davon aus, dass der Mond aus demselben Material wie Elektra besteht und daher denselben Spektraltyp (G oder Ch) aufweist.
Die mittlere Oberflächentemperatur beträgt rund 157 K (−116 °C) und kann mittags bis auf maximal 251 K (−22 °C) ansteigen; nachts kann sie bis auf 63 K (−210 °C) absinken.